# エクアトリアル・コンゴ・エアラインズ
エクアトリアル・コンゴ・エアラインズ（英: Equatorial Congo Airlines）はコンゴ共和国のブラザヴィルに本拠地を置く航空会社である。ECエアのブランドで運航している。

## 沿革
2011年に設立され、同年の9月24日よりブラザヴィル－ポワントノワール間で運航を開始。また、2012年8月24日より、初の国際線であるブラザヴィル－パリ（ド・ゴール）線の運航を開始した。

## 就航都市
2023年6月現在

### アフリカ
- コンゴ共和国：ブラザヴィル、ポワントノワール

### 就航予定
- ベナン：コトヌー
- カメルーン：ドゥアラ

なお，EU域内乗り入れ禁止航空会社であるため，EU域内には就航していない。

## 機材
2012年4月現在
- ボーイング737-300：2機
- ボーイング757-200：1機

全機材、プライバットエアが運航している。